# Prix Bernhard Cinader
Le Prix Bernhard Cinader est une distinction canadienne créée en 1987 et décernée chaque année à un  immunologue canadien par la Société canadienne d'immunologie (Université du Manitoba), membre fondateur de l’Union internationale des sociétés d’immunologie  et membre associé du Conseil international pour la science. Le prix Bernhard Cinader a été nommé en l'honneur du Dr Hardy Cinader, premier lauréat du prix et considéré comme l'un des  créateurs de l'immunologie au Canada dans les années 1960.

## Présentation
Le prix Bernhard Cinader est la plus grande distinction décernée au Canada dans le domaine de l'immunologie.
Comme Cinader était aussi passionné d'art et d'artistes autochtones canadiens, la SCI a décidé de toujours remettre ce prix à un chercheur  d'exception qui se passionne également pour un autre domaine, que ce soit l'enseignement, les arts, la recherche ou l’écriture.

## Lauréats
Liste des lauréats du prix depuis 1987 :
- 1987 - Hardy Cinader
- 1988 - Alec Sehon (en)
- 1989 - Rick Miller
- 1990 - John Roder
- 1991 - Emil Skamene
- 1992 - John Bienenstock (en)
- 1993 - Tim Mosmann
- 1994 - Tak Wah Mak (en)
- 1995 - Dennis Osmond
- 1996 - Peter Bretschern
- 1997 - Arnold Greenberg
- 1998 - Jack Gauldie (en)
- 1999 - Dean Befus
- 2000 - John Schrader
- 2001 - Bhagirath Singh
- 2002 - Linda Pilarski
- 2003 - Gillian E. Wu (en)
- 2004 -
- 2005 - Michael Julius
- 2006 - Chris Bleackley
- 2007 - Rafik-Pierre Sékaly
- 2008 - Kent HayGlass
- 2009 - André Veillette
- 2010 - Christopher Paige
- 2011 - Michelle Letarte
- 2012 - Paul Kubes
- 2013 - Mike Gold
- 2014 - Pamela Ohashi
- 2015 - Eleanor Fish
- 2016 - Tania Watts
- 2017 - Claude Perreault[4]
- 2018 - Michael Grant[6].